# R. City
R. City é um duo musical norte-americano formado em 2003, nos Estados Unidos, composta pelos irmãos Theron "Uptown AP" Thomas e Timothy "A.I." Thomas.